# Marta Tomac
Marta Tomac (født 20. september 1990 i Trondheim, Norge) er en norsk håndboldspiller, som spiller i den norske klub Vipers Kristiansand og Norges kvindehåndboldlandshold.
Hun har tidligere optrådt for den danske håndboldklub SK Aarhus fra 2010 til 2011.
Hun er født og opvokset i Norge, men debuterede som 12 årig på ungdomslandsholdet.
Hendes bror Zeljko Tomac er assistenttræner for Norges herrelandshold for herrer.